# Новоросія (Приморський край)
Новоро́сія — вимираюче село у Шкотовському районі Приморського краю, входить в Центральненське сільське поселення. Назва селу було дано на честь нових земель Росії, що колись належали Китаю. Вони стали частиною Російської імперії в результаті захоплення китайських земель і підписанням між Російською імперією і Китаєм Айгунського договору.

## Географічне положення
Село розташоване на півдні Приморського краю в долині річки Шкотовка і витягнуте вздовж її русла майже на 9 км. Висоти над рівнем моря становлять від 78 до 85 м. Через село проходить автотраса Шкотово — Партизанськ. Відстань по дорозі до райцентру, селища Смолянинове, становить 20 км, до Владивостока — близько 82 км. Найближча залізнична станція — Смолянинове.

## Історія
Новоросія була заснована в 1893 році переселенцями з Чернігівської губернії. У перший рік заснування села в ньому оселилося 15 сімей, у другий рік — ще 14 сімей. У 1901 році була побудована церква, в 1905 відкрилася церковно-приходська школа. До 1910 року населення села досягло 414 осіб. В ті роки селяни займалися в основному землеробством, скотарством і бджільництвом.
Під час колективізації у 1932 році на базі села був утворений колгосп «Перемога», пізніше перейменований в «Шлях до комунізму». У роки Великої Вітчизняної війни на фронт пішли близько 60 осіб, з яких повернулося менше половини.
Село згадувалося у вересні 2014 року у низці ЗМІ. Українське МЗС пожартувало, повідомивши, що Росія вимагає встановити діалог з Новоросією, тобто із цим закинутим селом на Далекому Сході Росії, де багато будинків покинуті і випалена земля.

## Населення
1910 р. — 414 осіб.

1915 р. — 439 осіб.

2002 р. — 559 осіб.

2005 р. — 536 осіб. 

2010 р. — 479 осіб.
За останній період 2005-2010 років населення села скоротилося на 57 чоловік, або приблизно на 10 чоловік кожного року.